# National Democratic Focus
The National Democratic Focus (NDF) är ett politiskt parti i Zambia, bildat i juni 2006 genom samgående mellan Reformpartiet (under ledning av den förre vicepresidenten Nevers Mumba), Party for Unity, Democracy and Development och Zambia Democratic Congress.
I parlamentsvalet 2006 erövrade NDF ett mandat. Partiets presidentkandidat samma år var den tidigare försvarsministern Benjamin Mwila.